# دو چشم و دوازده دست (فیلم ۱۹۹۷)
دو چشم و دوازده دست (به هندی: Do Ankhen Barah Hath) فیلمی محصول سال ۱۹۹۷ و به کارگردانی کریتی کومار است. در این فیلم بازیگرانی همچون گوویندا، مادووانتی، ساداشیو آمروپرکار، جانی لور، آسرانی، آریونا ایرانی، کیران کومار ایفای نقش کرده‌اند.